# Sorex thibetanus
Sorex thibetanus är en däggdjursart som beskrevs av Nikolai Feofanovich Kastschenko 1905. Sorex thibetanus ingår i släktet Sorex och familjen näbbmöss. IUCN kategoriserar arten globalt som otillräckligt studerad. Inga underarter finns listade i Catalogue of Life.
Denna näbbmus förekommer i Tibet i centrala Kina samt i provinserna Qinghai, Sichuan och Gansu. Arten vistas i bergstrakter och på högplatå med tempererat klimat och varierande växtlighet.